# Oakdale (Wisconsin, város)
Oakdale város az Amerikai Egyesült Államok Wisconsin államában, Monroe megyében. Lakosainak száma 754 fő (2020. április 1.).

## Népesség
A település népességének változása:

| 2010 | 772 |
| 2020 | 754 |